# Антоний (Простихин)
Епи́скоп Анто́ний (в миру Алексей Викторович Простихин; 20 октября 1976, Глазов, Удмуртская АССР) — архиерей Русской православной церкви на покое, бывший епископ Славгородский и Каменский.

## Биография
Родился 20 октября 1976 в Глазове в семье рабочих. По собственному признанию: «Я родился в Глазове в семье рабочих и служащих. Отец был слесарем, мама — контролером ОТК на Чепецком механическом заводе. Там я вырос, окончил школу, начал ходить в Георгиевский храм, который тогда был единственным и располагался на окраине города».
В 1984—1994 годы обучался в средней школе № 12 города Глазова.
По собственному признанию: «В 1993 году в юношеском возрасте принял крещение. Появилось осознанное желание служить Церкви. Решил поступать в епархиальное духовное училище в Волгограде, где у нас жили родственники». В 1994—1995 годы обучался в Волгоградском епархиальном духовном училище.
В 1995—1996 годы — послушник в Кременско-Вознесенском мужском монастыре Волгоградской епархии. Монастырь, как он впоследствии вспоминал, «находится в живописном месте, где раньше была старинная казачья обитель. Сейчас монастырь восстановлен, а тогда на дворе стояли лихие 90-е. Мы жили в руинах при разрушенном соборе. Спали на деревянных стеллажах в амбарах, которые отапливались с помощью электрических проводов. Розетки часто загорались. Поскольку я спал около одной из них, меня несколько раз будили: одеяло горит, давай тушить».
В 1996—1998 годы проходил срочную службу в рядах российской армии.
В 1998—2002 годы — алтарник в Преображенском храме г. Глазова.
17 марта 2002 года в Александро-Невском кафедральном соборе Ижевска архиепископом Ижевским и Удмуртским Николаем (Шкрумко) рукоположен в сан диакона к Преображенскому храму города Глазова.
6 мая 2003 года в Преображенском храме города Глазова архиепископом Ижевским и Удмуртским Николаем рукоположен в сан пресвитера с назначением на должность штатного священника к Преображенскому храму города Глазова. Одновременно нёс послушание настоятеля Покровского храма посёлка Сева, Свято-Троицкого храма села Понино Глазовского района.
10 марта 2009 года уволен за штат Ижевской епархии. С 26 марта 2009 года — насельник Александро-Невской лавры.
14 апреля того же года в Свято-Троицком соборе Александро-Невской лавры Санкт-Петербурга наместником Лавры архимандритом Назарием (Лавриненко) пострижен в монашество с наречением имени Антоний в честь преподобного Антония Дымского. Возглавлял паломническую службу монастыря.
В том же году заочно окончил Московскую духовную семинарию.
В 2012 году заочно поступил на юридический факультет Санкт-Петербургского института внешнеэкономических связей, экономики и права.
С 2013 по 2015 годы заочно обучался в Санкт-Петербургской духовной академии.
С 2012 по 2015 год окормлял Военный институт (инженерно-технический) Военной академии материально-технического обеспечения.

### Архиерейство
24 декабря 2015 года решением Священного Синода избран епископом Сарапульским и Можгинским.
25 декабря того же года в земле Русской просиявших, Патриаршей и Синодальной резиденции в Даниловом монастыре митрополитом Санкт-Петербургским и Ладожским Варсонофием возведён в сан архимандрита.
26 декабря 2015 года в Тронном зале Храма Христа Спасителя состоялось наречение архимандрита Антония во епископа Сарапульского и Можгинского.
28 декабря 2015 года в Сретенском монастыре города Москвы был хиротонисан во епископа Сарапульского и Можгинского. Хиротонию совершили: Патриарх Московский и всея Руси Кирилл, митрополит Санкт-Петербургский и Ладожский Варсонофий (Судаков), митрополит Томский и Асиновский Ростислав (Девятов), митрополит Ижевский и Удмуртский Викторин (Костенков), архиепископ Сергиево-Посадский Феогност (Гузиков), архиепископ Петергофский Амвросий (Ермаков), епископ Кронштадтский Назарий (Лавриненко), епископ Воскресенский Савва (Михеев), епископ Глазовский и Игринский Виктор (Сергеев), епископ Егорьевский Тихон (Шевкунов).
24 сентября 2021 года решением Священного Синода переведён на кафедру Славгородской епархии.
15 мая 2025 года решением Священного Синода освобождён от управления Славгородской епархией и почислен на покой. Местом пребывания на покое определён Свято-Троицкий Всецарицынский мужской монастырь под архипастырским наблюдением Преосвященного епископа Нижнетагильского и Невьянского Феодосия.